# Campeonato de Primera División 1924 (Argentina)
La Copa Campeonato 1924 fue el cuadragésimo primer torneo de Primera División, organizado por la Asociación Argentina de Football. Se disputó desde el 13 de abril de 1924 hasta el 4 de enero de 1925. Se jugó una rueda de todos contra todos, aunque, una vez más, el fixture no se completó.
El campeón fue el Club Atlético Boca Juniors, que obtuvo el torneo sin derrotas, y sumó así su segundo bicampeonato, a pesar de haber disputado dos partidos menos que el segundo, el Club Atlético Temperley. 

## Ascensos, descensos y desafiliaciones
| Pos | Equipo ascendido |
| --- | ---------------- |
| 1.º | Sportsman        |

| Equipos descendidos en la temporada 1923 |
| ---------------------------------------- |
| No hubo                                  |

| Equipos desafiliados    |
| ----------------------- |
| Estudiantes de La Plata |
| Sportivo Palermo        |

De esta manera, los participantes disminuyeron a 22.

## Equipos
| Equipo                | Ciudad       |
| --------------------- | ------------ |
| All Boys              | Buenos Aires |
| Alvear                | Buenos Aires |
| Argentino de Banfield | Banfield     |
| Argentino de Quilmes  | Quilmes      |
| Argentinos Juniors    | Buenos Aires |
| Boca Alumni           | Buenos Aires |
| Boca Juniors          | Buenos Aires |
| Del Plata             | Buenos Aires |
| El Porvenir           | Gerli        |
| Huracán               | Buenos Aires |
| Nueva Chicago         | Buenos Aires |
| Palermo               | Buenos Aires |
| Platense (Retiro)     | Buenos Aires |
| Porteño               | Buenos Aires |
| Progresista           | Gerli        |
| San Fernando          | San Fernando |
| Sportivo Barracas     | Buenos Aires |
| Sportivo del Norte    | Buenos Aires |
| Sportivo Dock Sud     | Avellaneda   |
| Sportsman             | Buenos Aires |
| Temperley             | Temperley    |
| Villa Urquiza         | Buenos Aires |

## Tabla de posiciones final
| Pos  | Equipo                | Pts | PJ | G  | E  | P  | GF | GC | Dif |
| ---- | --------------------- | --- | -- | -- | -- | -- | -- | -- | --- |
| 1.º  | Boca Juniors          | 37  | 19 | 18 | 1  | 0  | 67 | 8  | 59  |
| 2.º  | Temperley             | 32  | 21 | 13 | 6  | 2  | 35 | 16 | 19  |
| 3.º  | Sportivo Dock Sud     | 29  | 21 | 12 | 5  | 4  | 28 | 16 | 12  |
| 4.º  | All Boys              | 29  | 20 | 11 | 7  | 2  | 26 | 15 | 11  |
| 5.º  | El Porvenir           | 27  | 21 | 11 | 5  | 5  | 32 | 23 | 9   |
| 6.º  | Sportivo Barracas     | 25  | 21 | 10 | 5  | 6  | 31 | 25 | 6   |
| 7.º  | Huracán               | 24  | 18 | 10 | 4  | 4  | 36 | 11 | 25  |
| 8.º  | Nueva Chicago         | 23  | 21 | 8  | 7  | 6  | 27 | 26 | 1   |
| 9.º  | Boca Alumni           | 22  | 21 | 8  | 6  | 7  | 23 | 20 | 3   |
| 10.º | San Fernando          | 21  | 21 | 7  | 7  | 7  | 27 | 26 | 1   |
| 11.º | Argentino de Banfield | 19  | 21 | 8  | 3  | 10 | 33 | 34 | -1  |
| 12.º | Argentinos Juniors    | 18  | 21 | 8  | 2  | 11 | 21 | 24 | -3  |
| 13.º | Platense (Retiro)     | 18  | 21 | 6  | 6  | 9  | 19 | 24 | -5  |
| 14.º | Sportivo del Norte    | 18  | 21 | 7  | 4  | 10 | 18 | 24 | -6  |
| 15.º | Palermo               | 18  | 21 | 6  | 6  | 9  | 28 | 38 | -10 |
| 16.º | Sportsman             | 18  | 20 | 3  | 12 | 5  | 16 | 23 | -7  |
| 17.º | Argentino de Quilmes  | 18  | 21 | 6  | 6  | 9  | 21 | 32 | -11 |
| 18.º | Alvear                | 15  | 20 | 5  | 5  | 10 | 15 | 22 | -7  |
| 19.º | Porteño               | 14  | 20 | 5  | 4  | 11 | 19 | 37 | -18 |
| 20.º | Progresista           | 12  | 20 | 3  | 6  | 11 | 23 | 35 | -12 |
| 21.º | Del Plata             | 10  | 21 | 4  | 2  | 15 | 21 | 39 | -18 |
| 22.º | Villa Urquiza         | 5   | 21 | 2  | 1  | 18 | 9  | 57 | -48 |

## Goleador
| Jugador              | Jugador           | Goles | Equipo       |
| -------------------- | ----------------- | ----- | ------------ |
| Bandera de Argentina | Domingo Tarasconi | 16    | Boca Juniors |